# روبينز فيرناندو مويديم
روبينز فيرناندو مويديم (بالبرتغالية:Rubens Fernando Moedim) الشهير باسم روبينهو (مواليد ساو باولو,البرازيل 4 أغسطس 1982) هو لاعب كرة قدم برازيلي يلعب حاليا حارس مرمى لنادي أفاي في الدوري البرازيلي.

## مسيرته الكروية

### سنواته المبكرة
بدأ روبينهو حياته الكروية مع نادي كورينثيانز، ولعب هناك 4 مواسم، وفي يناير 2006 وقع مع نادي فيتوريا سيتوبال البرتغالي، وساعد فريقه على احتلال المركز الثامن في نهاية الموسم.

### إيطاليا
بعد ذلك انتقل روبينهو إلى إيطاليا ليلعب مع جنوى في دوري الدرجة الإيطالية الثانية، حيث كان هناك هو صاحب المركز الأساسي، وساعد فريقه على التأهل إلى الدرجة الأولى بعد أن شارك في 29 مباراة من أصل 42.
في أغسطس 2009، انتقل روبينهو إلى نادي باليرمو بعد توقيعه على عقد للانتقال لمدة خمس مواسم، في صفقة تبادلية مع ماركو أميليا، وحينها تم تقييم كلا اللاعبين بـ 5 ملايين يورو،
و في فبراير 2010 تمت إعارته إلى نادي ليفورنو بعد أن خسر مكانه الأساسي لمصلحة الحارس الشاب سالفاتوري سيريغو.
في يونيو 2010،انضم الحارس إلى نادي تورينو ليساعدهم على الصعود إلى الدرجة الأولى.
و على الرغم من خروج سالفاتوري سيريغو من نادي باليرمو إلى باريس سان جيرمان، إلا أن الحارس البرازيلي لم يتمكن من حجز المكان الأساسي في باليرمو، واعتمد باليرمو على الحارس فرانشيسكو بينوسي ضمن الدور التمهيدي الثالث لبطولة دوري أوروبا 2011–12 وبعد الإقصاء على يد نادي ثون السويسري، لم ينجح روبينهو للمرة الثانية في أخذ فرصته ففقد المركز الأساسي لمصلحة جياكومو بريكيتو، في ديسمبر 2011 قرر روبينهو فسخ تعاقده مع نادي باليرمو.
في أغسطس 2012.وقع روبينهو مع يوفنتوس في صفقة انتقال حر ليشغل مكان الحارس الثالث بعد انتهاء عقد أليكس مانينغر وخروجه من يوفنتوس.

### مسيرته الدولية
مثل روبينهو البرازيل في بطولة العالم للشباب 2001، وكان الحارس الأساسي وقتها، وتنبأ له الجميع في ذلك الوقت بمستقبل كبير.

## روابط خارجية
- روبينز فيرناندو مويديم على موقع الاتحاد الدولي (مؤرشف)  (الإنجليزية)
- روبينز فيرناندو مويديم على موقع الاتحاد الأوربي (الإنجليزية)
- روبينز فيرناندو مويديم على موقع قاعدة بيانات كرة القدم.إي يو (الإنجليزية)
- روبينز فيرناندو مويديم على موقع Soccerway.com (الإنجليزية)
- روبينز فيرناندو مويديم على موقع عالم كرة القدم.نت (الإنجليزية)
- روبينز فيرناندو مويديم على موقع AS.com (الإسبانية)